# Роні Шурук
Роні Шурук (івр. רוני שורוק, нар. 24 лютого 1946) — ізраїльський футболіст, що грав на позиції півзахисника.
Виступав, зокрема, за клуби «Хакоах» та «Маккабі» (Хайфа), а також національну збірну Ізраїлю.

## Клубна кар'єра
У дорослому футболі дебютував 1966 року виступами за команду клубу «Хакоах», в якій провів вісім сезонів. 
Своєю грою за цю команду привернув увагу представників тренерського штабу клубу «Маккабі» (Хайфа), до складу якого приєднався 1975 року. Відіграв за хайфську команду наступний сезон своєї ігрової кар'єри.
Завершив професійну ігрову кар'єру у клубі «Хапоель» (Кфар-Сава), за команду якого виступав протягом 1976—1977 років.

## Виступи за збірну
1969 року дебютував в офіційних матчах у складі національної збірної Ізраїлю. Протягом кар'єри у національній команді, яка тривала усього 2 роки, провів у формі головної команди країни 9 матчів.
У складі збірної був учасником чемпіонату світу 1970 року у Мексиці.

## Титули і досягнення
- Ліга Леуміт
  -  Чемпіон (1): 1972/73

- Кубку Ізраїлю
  -  Володар (2): 1968/69, 1970/71

- Суперкубок Ізраїлю
  -  Володар (1): 1965